# Johann Friedrich Armand von Uffenbach

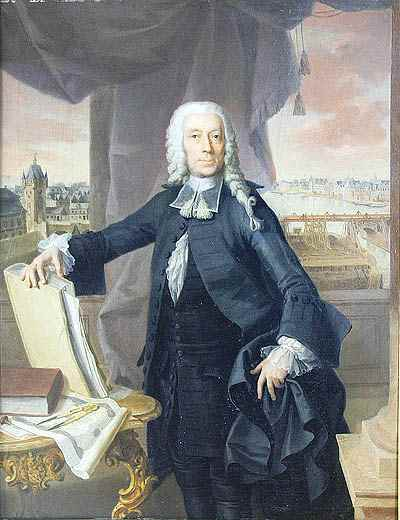
Uffenbach vor der Alten Mainbrücke

Johann Friedrich von Uffenbach, nahm selbst nach 1720 als dritten Vornamen „Armand“ oder „Hermann“ an, (* 6. Mai 1687 in Frankfurt am Main; † 10. April 1769 ebenda) war Älterer Bürgermeister der Reichsstadt Frankfurt, Sammler und Mäzen.

## Leben
Johann Friedrich von Uffenbach entstammte einer Frankfurter Patrizierfamilie, die in der Stubengesellschaft Zum Frauenstein gesellschaftlich verankert war. Sein Vater war der Frankfurter Kaufmann und Ratsherr Johann Balthasar von Uffenbach († 1700), die Mutter war Anna Sybilla geborene Meyer. Zacharias Konrad von Uffenbach war sein älterer Bruder. Uffenbach studierte an der Universität Halle und begab sich danach ab 1709 auf seine zweijährige Grand Tour, die ihn zunächst mit seinem Bruder Zacharias Konrad gemeinsam durch Norddeutschland, die Niederlande und England führte, später allein weiter durch Frankreich und Italien. Sein Reisebericht dieses letzten Teils der Grand Tour mit vielen Zeichnungen von eigener Hand und durch Kupferstiche ergänzt blieb ein Manuskript. 1712 bis 1714 schloss er sein Studium der Rechtswissenschaften an der Universität Straßburg ab. Uffenbach entwickelte bei gleichem Bildungsinteresse wie sein älterer Bruder ein Interesse mehr praktischer Art. 1725 war er in Frankfurt Gründer der Gesellschaft zur Pflege von Wissenschaft und Kunst, einer der frühen Aufklärungs-Sozietäten in Deutschland, die sich zunächst nur in kleinem Kreise der sechs Gründer alle 14 Tage traf. Ohne Soldat gewesen zu sein, wurde er kaiserlicher Stückhauptmann und Oberst der Artillerie des Kurfürstentums Hannover (1737), eine Würdigung seiner selbst erarbeiteten Kenntnisse des Festungsbaus. Technisch versiert leitete er ab 1741 den Neubau der Alten Brücke über den Main. Bei der Krönung Kaiser Karls VII. 1742 plante und organisierte er das großartige Feuerwerk.
Uffenbach wurde am 4. Juni 1733 in den 51er Kolleg der Reichsstadt Frankfurt gewählt und 1744 Ratsmitglied in Frankfurt und 1749 als Ratsherr zum Jüngeren Bürgermeister Frankfurts bestellt. 1752 wurde er Schöffe und kaiserlicher wirklicher Rat. 1762 war er Älterer Bürgermeister von Frankfurt. Zur Unterscheidung vom jüngeren Sohn eines Cousins, der gleichfalls den Namen Johann Friedrich führte und 1799 als Schöffe in Frankfurt starb, legte sich der ältere in späteren Jahren noch den Vornamen Armand oder Hermann bei, wobei sich Armand in der Geschichtsschreibung weitgehend durchsetzte.
Er starb nach zwei Ehen ohne Nachkommen und vermachte einen Großteil seiner reichhaltigen Sammlungen der von ihm als aufgeklärter Universitätsneugründung sehr geförderten Georg-August-Universität Göttingen und ihrer Universitätsbibliothek. Die Schenkung von 1736 wurde 1764 erstmals bekannt gemacht. Die Zeichnungen und Kupferstiche waren ein Grundstock für die Kunstsammlung der Universität Göttingen. Uffenbach war Ehrenmitglied der 1738 gegründeten Deutschen Gesellschaft zu Göttingen und Mitglied der 1751 gegründeten Akademie der Wissenschaften zu Göttingen und wurde 1763 auch auswärtiges Mitglied der Königlich Dänischen Akademie der Wissenschaften. Der Rest seines Nachlasses, Kunstgegenstände, die nicht Gegenstand der Schenkung nach Göttingen waren, wurde 1771 nach Katalog versteigert.

## Schriften
- Das Straßburger Tagebuch des Johann Friedrich von Uffenbach aus Frankfurt (1712-1714), hrsg. von Ernst Polaczek, 1922
- Tagbuch einer Spazierfahrth durch die Hessische in die Braunschweig-Lüneburgischen Lande, hrsg. von Max Arnim, Göttingen 1928
- Die musikalischen Reisen des Herrn von Uffenbach. Aus einem Reisetagebuch des Johann Friedrich A. von Uffenbach ... 1712–1716 [mit Abbildungen], hrsg. von Eberhard Preussner, 1949
- Poetischer Versuch worinnen die Nachfolge Christi durch Sion-Bilder erkläret wird, 1726 (Digitalisat)